# Ченало (муниципалитет)
Ченало́ (возможны написания Ченальо́ или Ченальхо́) (исп. Chenalhó) — муниципалитет в Мексике, штат Чьяпас, с административным центром в одноимённом посёлке. Численность населения, по данным переписи 2020 года, составила 47 371 человек.

## Общие сведения
Название Chenalhó с языка цоциль можно перевести как вода из пещеры.
Площадь муниципалитета равна 251,3 км², что составляет 0,3 % от площади штата, а наиболее высоко расположенное поселение Бахшулум, находится на высоте 2178 метров.
Он граничит с другими муниципалитетами Чьяпаса: на севере с Чальчиуитаном и Пантело, на востоке с Сан-Хуан-Канкуком, на юге с Тенехапой, Митонтиком и Чамулой, на западе с Альдамой и Сантьяго-эль-Пинаром.

## Учреждение и состав
Муниципалитет был образован 8 мая 1935 года, по данным 2020 года в его состав входит 145 населённых пунктов, самые крупные из которых:
| Код INEGI                  | Населённый пункт                                                                                | Численность населения (2005 год) | Численность населения (2010 год) | Численность населения (2020 год) |
| -------------------------- | ----------------------------------------------------------------------------------------------- | -------------------------------- | -------------------------------- | -------------------------------- |
| 026                        | Всего                                                                                           | 31788                            | 36111                            | 47371                            |
| 0001                       | Ченало (исп. Chenalhó) 16°53′39″ с. ш. 92°37′34″ з. д. (административный центр)                 | 2656                             | 3143                             | 4369                             |
| 0037                       | Польо (исп. Polhó) 16°58′28″ с. ш. 92°32′05″ з. д.                                              | 472                              | 810                              | 2176                             |
| 0007                       | Белисарио-Домингес (исп. Belisario Domínguez) 16°53′31″ с. ш. 92°39′38″ з. д.                   | 1808                             | 1526                             | 1636                             |
| 0038                       | Пуэбла (исп. Puebla) 16°54′58″ с. ш. 92°30′13″ з. д.                                            | 1125                             | 1245                             | 1384                             |
| 0029                       | Мигель-Утрилья (Лос-Чоррос) (исп. Miguel Utrilla (Los Chorros)) 16°56′33″ с. ш. 92°28′47″ з. д. | 830                              | 1113                             | 1237                             |
| 0059                       | Ябтеклум-2 (исп. Yabteclum Fracción Dos) 16°55′47″ с. ш. 92°33′39″ з. д.                        | 1146                             | 894                              | 1101                             |
| 0206                       | Баррио-Эскипулас (исп. Barrio Esquipulas) 16°56′22″ с. ш. 92°28′44″ з. д.                       | —                                | —                                | 989                              |
| 0114                       | Цельталь (исп. Tzeltal) 16°56′27″ с. ш. 92°28′41″ з. д.                                         | 1530                             | 2068                             | 848                              |
| 0051                       | Цабальхо (исп. Tzabalhó) 16°56′22″ с. ш. 92°37′12″ з. д.                                        | 743                              | 480                              | 825                              |
| 0002                       | Актеаль (исп. Acteal) 16°59′15″ с. ш. 92°30′39″ з. д.                                           | 424                              | 155                              | 283                              |
| —                          | Прочие                                                                                          | 21054                            | 24677                            | 32523                            |
| Названия на карте Генштаба |                                                                                                 |                                  |                                  |                                  |

## Экономическая деятельность
По статистическим данным 2000 года, работоспособное население занято по секторам экономики в следующих пропорциях:
- сельское хозяйство и скотоводство — 87,1 % ;
- промышленность и строительство — 4,7 %;
- торговля, сферы услуг и туризма — 6,4 %;
- безработные — 1,8 %.

### Сельское хозяйство
Основные выращиваемые культуры: кофе, фрукты и овощи.

### Животноводство
В муниципалитете разводится крупный рогатый скот, овцы, свиньи и домашняя птица.

### Производство
Существует предприятие по изготовлению шерстяной одежды.

## Инфраструктура
По статистическим данным 2020 года, инфраструктура развита следующим образом:

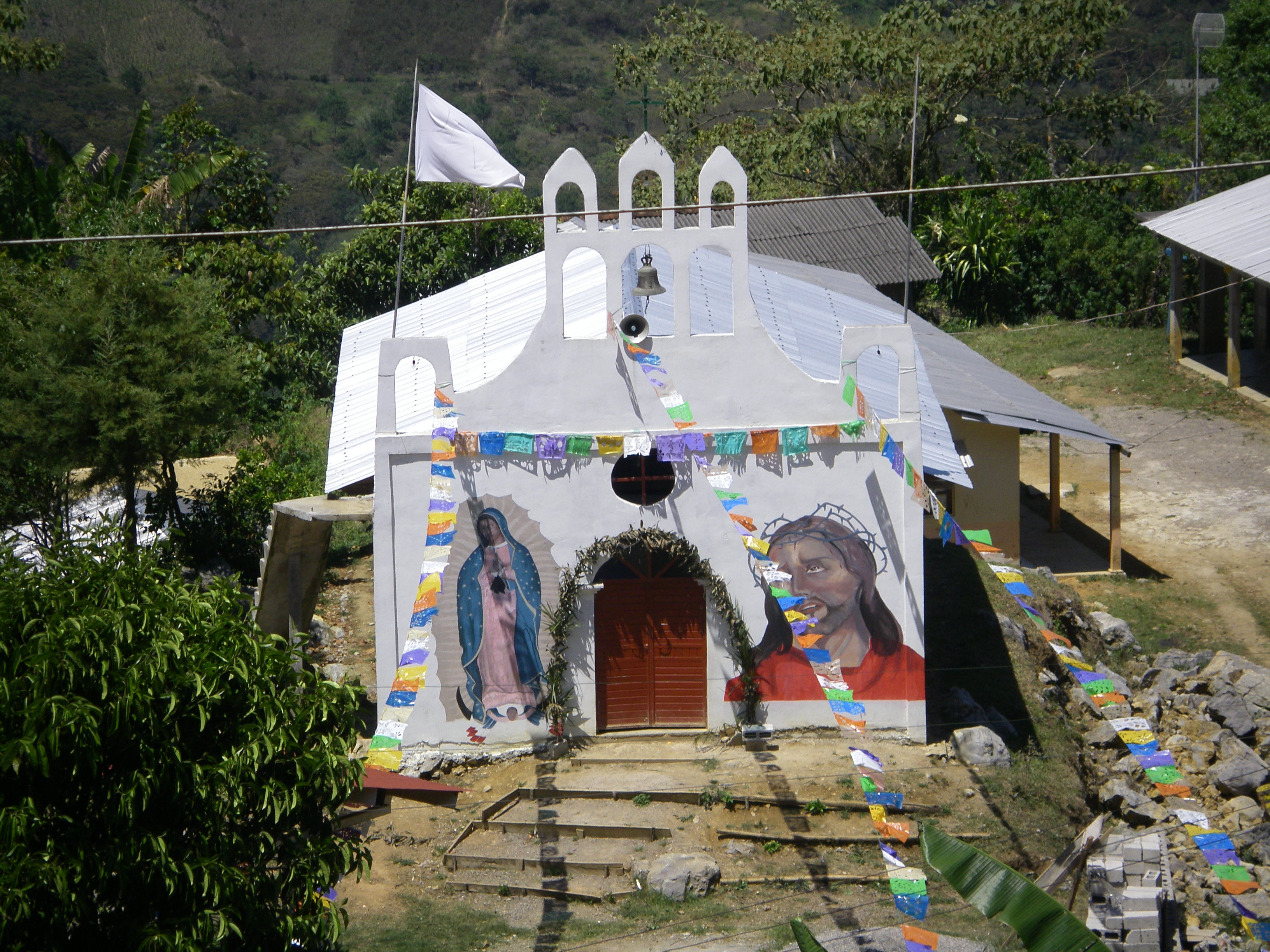
Церковь в Актеале

- электрификация: 96,7 %;
- водоснабжение: 18,5 %;
- водоотведение: 63,7 %.

## Туризм
Основными достопримечательностями являются пейзажи рек Ченало и Осечукум.